# Værløse Kommunes Kulturpris
Kulturprisen uddeles årligt for .. at understøtte kulturpolitikkens målsætning om at fremme et bredt, varieret og frugtbart kulturliv i kommunen.
Prisen er for tiden 10.000 kr. og har været uddelt siden 1996.
Prismodtageren kan være en person, en forening, en organisation eller en institution, som har ydet en aktiv indsats af betydning for kulturlivet i kommunen.
I 2007 blev Værløse Kommune og Farum Kommune lagt sammen under navnet Furesø Kommune, der har ført kulturprisen videre.

## Tidligere prismodtagere
- 2006 Værløse Folkemusikanter og Astrid Castella
- 2005 Ole Sterndorff, medlem af Jonstrup Jazz Klub
- 2004 Torben Hurvig, formand for Historisk Forening
- 2003 Erling Riisgaard, formand for udstillingshuset Skovhuset
- 2002 Kaj Øgaard Sørensen, Hareskov-Værløse Avis
- 2001 Værløse Bio, Keld og Dorthe